# Sebastián Abreu
Washington Sebastián Abreu Gallo (Minas, 17 de outubro de 1976), mais conhecido como Sebastián Abreu ou Loco Abreu, é um treinador e ex-futebolista uruguaio que atuava como atacante. Atualmente, treina o Club Tijuana.
É muito conhecido por jogar por mais de 30 times na carreira e por cobrar pênaltis de cavadinha. Se aposentou no dia 11 de Junho de 2021, no seu 31° time na carreira.

## Carreira

### Inicio
Começou no Defensor, do Uruguai, na temporada 1994–95, onde conquistou a Liguilla Pré-Libertadores, competição disputada no Uruguai ao fim de cada temporada, visando determinar os classificados para os torneios sul-americanos. Na temporada seguinte Abreu transferiu-se para o San Lorenzo, da Argentina, onde obteve atuações que chamaram a atenção do La Coruña, da Espanha que o trouxe para jogar por empréstimo.

### Sucesso pelo continente e mais passagens pela Europa
Com o contrato finalizado e não-renovado com o La Coruña, Sebástian voltou para o Nacional em 2004. A volta para o México não demorou muito e o atacante acertou com o Dorados. Atuando no México, o artilheiro ainda iria defender o Monterrey em 2006 e o San Luis e o UANL Tigres em 2007. Em 2008, voltou para a Argentina, dessa vez para defender o River Plate por empréstimo. Ainda em 2008, defendeu o modesto Beitar Jerusalem, aonde disputou as eliminatórias para a UEFA Champions League, no entanto sem muito sucesso. De volta ao River Plate, El Loco não conseguiu muitas oportunidades para atuar, o que o levou a ser emprestado para o Real Sociedad em 2009, para ajudar o clube à voltar à elite do futebol espanhol. Apesar das boas atuações, o clube não conseguiu a classificação e, logo, o jogador foi atuar pelo desconhecido Aris Salônica, da Grécia.

### Brasil: Loco Abreu em alta
Em 2010 foi contratado pelo Botafogo por dois anos. Sua estréia, no entanto, não poderia ser pior: o Botafogo foi goleado pelo Vasco da Gama por 6 x 0 e Abreu foi substituido no intervalo. No dia 30 de janeiro de 2010, Loco Abreu fez seu primeiro gol com a camisa alvinegra no Estádio Nilton Santos, contra o América, de cabeça. No dia 7 de fevereiro do mesmo ano, o atacante uruguaio marcou três gols na goleada do Botafogo sobre o Resende por 5-2, sendo os três gols de cabeça. Já na final da Taça Guanabara, marcou o segundo da vitória por 2 a 0 sobre o Vasco, que deu o título ao Botafogo. Marcou também o segundo gol (de pênalti) na vitória de 2 a 1 sobre o Flamengo na final da Taça Rio de 2010 de cavadinha, o que deu o título carioca por antecipação ao Botafogo e fez com que o uruguaio caísse nas graças da torcida. A mística do atacante voltou à aparecer na primeira partida do returno do Brasileirão, quando Abreu entrou no segundo tempo e marcou aos 45' do segundo tempo o belo gol da vitória do Botafogo sobre o Santos por 1-0 no Pacaembu.
Após encerrar o ano sem a vaga na Libertadores com o Botafogo, Loco Abreu começou bem o Campeonato Carioca, marcando gols. No entanto, logo no início da competição, o jogador escreveu uma carta em seu site pessoal aonde comentou falta de conversa fluente com o treinador Joel Santana e outros assuntos relacionados ao clube. Após a polêmica ser resolvida, o craque uruguaio voltou a fazer o que mais sabe: gols. Marcou dois contra o Olaria e sacramentou a vitória do alvinegro por 3-1..Já no clássico com o Fluminense, foi o centro das atenções por duas batidas de pênaltis em menos de três minutos. Seu time, Botafogo, perdia por 2x1 quando foi marcado o primeiro pênalti a favor de sua equipe. Com a personalidade que lhe é particular, Loco usa a famosa "cavadinha" na batida do pênalti, porém este é defendido pelo goleiro do Fluminense, Diego Cavalieri, que fica parado no centro do gol , já esperando esta batida. Poucos minutos mais tarde, um novo pênalti é marcado e, justificando seu apelido, Loco Abreu bate novamente usando a cavadinha, mas desta vez colocado, no canto esquerdo do goleiro, tirando qualquer chance de defesa por parte dele. Esse seria o gol de empate de sua equipe, que mais tarde viria a ganhar a partida por 3x2.
No final de sua passagem pelo Botafogo, deixou seu nome na história do clube, sendo o segundo maior artilheiro estrangeiro da historia do Botafogo com 63 gols, somente atrás do atacante argentino, Fischer, além de ser o artilheiro do Estádio Nilton Santos com 41 gols.

### Figueirense
Em 5 de julho de 2012, Loco Abreu foi contratado por empréstimo pelo Figueirense até o fim de 2013. Em sua chegada a equipe catarinense, declarou:
Eu achei que era o clube ideal para continuar construindo o sonho que eu tenho no futebol. E que o Figueirense também, e a gente está no mesmo caminho. E o sonho que tenho no Figueirense é de construir uma história e ficar na memória do torcedor.
Loco Abreu estreou pelo Figueira contra o Atlético-MG, pela 9ª Rodada do Brasileirão 2012. Loco deu uma assistência para o segundo gol, mas não conseguiu evitar a derrota por 4 a 3 após sair machucado quando o time vencia por 3 a 1, em casa. Seu primeiro gol foi no Serra Dourada contra o Atlético-GO, no jogo que terminou empatado em 1 a 1.
Em 24 de novembro, um sábado, apesar de o Figueirense jogar no dia seguinte, o clube, já rebaixado para a Série B, para não ter mais que arcar com os salários do jogador, rescindiu, através do twitter, com Loco Abreu, que, depois de alternar entre contusões e convocações para a seleção uruguaia, teve uma passagem conturbada pelo futebol catarinense, traduzida em apenas sete partidas e um gol.

### Retorno ao Nacional
No dia 9 de janeiro de 2013, se desvinculou do Botafogo e acertou seu retorno ao Nacional, do Uruguai. Na manhã de 13 de janeiro de 2013 Loco foi apresentado pelo clube; em três outras passagens pela agremiação de Montevidéu (2001, 2003 e 2004/05) o jogador anotou 42 gols em 60 jogos.
Em 12 de fevereiro, na partida de abertura da fase de grupos da Libertadores, Loco entrou no segundo tempo e foi responsável por iniciar a reação que desembocaria no empate por 2 a 2. Iván Alonso, por sua vez, fez o segundo tempo do clube de Montevidéu, num jogo que acabaria em confusão.
Apesar de ter retornado ao futebol de seu país natal, Loco não consegue esquecer de sua identificação com o Botafogo. No dia 11 de março de 2013, o mesmo da conquista alvinegra da Taça Guanabara, Abreu, via Twitter, parabenizou seus ex-colegas: "Parabéns ao Botafogo pela conquista da Taça Guanabara de 2013. Saudações ao campeão".

### Rosario Central
Após ser afastado pelo treinador Rodolfo Arruabarrena e ter que treinar com a equipe juvenil do Nacional, Loco acertou com Rosario Central por empréstimo para temporada 2013/2014. No Torneio Inicial de 2013 entrou na maioria das partidas no segundo tempo tendo marcado 5 gols em 15 partidas. No Torneio Final em 2014 atuou em 12 partidas fazendo dois gols, sendo todos de pênaltis.
No Torneio Inicial de 2014, Abreu marcou um dos gols na vitória do Rosario Central contra o Quilmes por 3x1, pela primeira rodada da competição. Após o termino da competição e de seu empréstimo, Loco Abreu volta a ser emprestado pelo Nacional desta vez para o futebol equatoriano, para o Aucas. 

### Deportiva Aucas
Aos 38 anos, Loco Abreu aceitou defender o Aucas, emprestado pelo Nacional para um contrato curto, somente até o fim de maio. Perdeu pênalti na estreia, mesmo com a vitória do seu time e marcou quatro gols nas seis partidas iniciais que disputou, dois deles em clássicos contra o Deportivo Quito.

### Santa Tecla
Após sua passagem pelo Equador e termino do contrato com o Nacional, Abreu surpreendeu ao divulgar sua ida ao futebol de El Salvador, jogar pelo Santa Tecla FC um dos principais clubes do país da América Central. No clube optou depois de muitos anos não utilizar a camisa 13, devido ao número estar relacionado ao grupo narcotraficante MS13, um dos mais violentos de El Salvador.
Na sua estreia pela equipe marcou de pênalti e se lesionou, ficando cerca de 15 dias fora de jogo. No final do primeiro turno do Torneiro Apertura 2016, Loco jogou 8 jogos e fez 4 gols, sendo o artilheiro da equipe.
Aos 40 anos, o uruguaio marcou os dois gols em um período de 15 minutos da vitória do Santa Tecla sobre o Alianza na final do Apertura de El Salvador. De virada, o time venceu a partida por 3 a 2. No final do campeonato Apertura 2016, Abreu foi o artilheiro com 13 gols ao lado do colombiano Jefferson Viveros.

### Bangu
No dia 11 de novembro de 2016, Loco Abreu acertou com o Bangu para a disputa do campeonato carioca. Seu vínculo com o clube carioca teve duração inicial de uma temporada
Fez o seu gol de número 400 em jogos oficiais de sua carreira contra o Vasco da Gama, apenas testando a bola para acertar o canto do goleiro, mas o Bangu perdeu a partida por 3 a 1.
Em 1 de Abril de 2017 rescindiu contrato com a equipe carioca.

### Central Español
Em entrevista a um site uruguaio, o presidente do Central Español, clube da segunda divisão uruguaia, Fernando López confirmou o acerto com o veterano jogador, sendo seu 24 clube na carreira do jogador. Na sua estreia pelo clube deu a assistência da vitória com placar de 2 a 1. Fez seu primeiro gol no seu segundo jogo oficial contra o Canadian Soccer Club com jogo terminado empatado em 1 a 1 Na sua passagem pelo clube terminou com 8 jogos e 6 gols, ajudando a equipe a ficar na liderança do campeonato.

### Deportes Puerto Montt e recorde
Em 15 de junho de 2017, acertou com o Deportes Puerto Montt, da segunda divisão do Chile. O clube chileno passou a ser o 25º clube da carreira do uruguaio, que igualou o recorde do goleiro alemão Lutz Pfannenstiel. Na sua estreia  não marcou gol, pela Copa do Chile numa partida que terminou 0 a 0 entre Puerto Montt e Deportes Temuco.
Marcou seu primeiro pelo clube na 1 rodada do Campeonato Chileno (Serie B) na vitória de 2 a 0 contra o Rangers de Talca, sendo o seu gol o segundo da partida aos 72 minutos de jogo.[carece de fontes?]
Abreu voltou a marcar um doblete na vitória de 3 a 2 sobre o Santiago Morning, valido pela nona rodada do Liga Chilena Transsición B, considerada a segunda divisão nacional. Loco é o artilheiro da equipe com sete gols e um dos artilheiros da competição.[carece de fontes?]
Abreu terminou sua passagem pelo clube chileno na sétima posição e com 11 gols foi o artilheiro do campeonato ao lado do argentino Lucas Simon, do Cobreloa.

### Audax Italiano
Em 26 de dezembro de 2017, foi anunciada a transferência de Abreu para o Audax Italiano, da primeira divisão chilena. Com isso, ele chegou a seu 26º clube na carreira, tornando-se o jogador que defendeu a maior quantidade de equipes profissionalmente na história do futebol.
Abreu na sua curta passagem pelo Audax, não conseguiu fazer nenhum gol em 11 jogos aliado também a má fase do clube no campeonato nacional. No final de abril se desentendeu com a torcida após o jogo, jogando uma mesa em direção a arquibancada pegando dois jogos de suspensão e melando a relação com os dirigentes. Após o incidente em acordo amigável foi decidido o fim do contrato do jogador com o Audax.

### Magallanes
Abreu assinou com o terceiro clube chileno da sua carreira, indo disputar o restante do campeonato da segunda divisão chilena. Logo na sua estreia, marcou o gol de empate, de cabeça contra o La Serena pela 16 rodada.
No clube chileno alcançou a marca de 800 jogos como jogador profissional contra o Santiago Morning marcando um dos gols da vitória de 3 a 1.

### Rio Branco-ES
Abreu assinou com o quinto clube Brasileiro da sua carreira, indo disputar o Campeonato Capixaba 2019 pelo Rio Branco Atlético Clube, o maior vencedor da competição. A sua contratação foi resultado de um projeto audacioso da diretoria Capa-Preta para o clube voltar a ter destaque em rede nacional. A sua chegada, conhecida pelos torcedores como "AeroLoco" Capa-Preta, contou com aproximadamente 500 torcedores que foram ao delírio com a chegada do Craque uruguaio. A notícia de sua contratação e chegada repercutiu pelo mundo, sendo noticiada por diversos agentes de notícia, principalmente na América do Sul.
Sua estreia aconteceu no empate com o Rio Branco-VN, válido pela primeira rodada do Campeonato Capixaba 2019, e seu primeiro gol foi contra o Vitória-ES, em partida válida pela quinta rodada. Nas partidas anteriores teve participação direta nos gols do Brancão com a criação de jogadas e assistências. 
Na oitava rodada do Campeonato Capixaba, Abreu marcou seu primeiro hat trick pelo clube, numa goleada de 6 a 1 contra o Castelo, com dois gols de pênalti e um de cabeça no segundo tempo da partida.

### Retorno ao Santa Tecla como treinador
Em 23 de abril de 2019, o Santa Tecla anunciou o retorno de Abreu ao clube como treinador interino. Na curta passagem como interino, ganhou a Copa El Salvador,dirigindo o time apenas na final, contra o Audaz, sendo o primeiro jogador do clube a ser campeão como jogador e treinador.

### Boston River
No seu 29º clube na carreira, Abreu fez seu primeiro gol na sua sexta partida pelo Boston, contra o Defensor Sporting, marcando o primeiro gol do jogo de penalti, que terminou empatado em 2 a 2.

### Athletic Club (de Minas Gerais)
Em 3 de fevereiro de 2021, foi anunciado o acerto de Abreu com o Athletic Club para a disputa do Campeonato Mineiro de 2021. Fez quatro jogos pela equipe, sem marcar nenhum gol, e deixou o clube em 22 de março.

### Sud América
Em 25 de março de 2021, Abreu assinou com o Sud América, da segunda divisão uruguaia.
No dia 10 de junho de 2021, Abreu anuncia sua aposentadoria.

## Seleção nacional

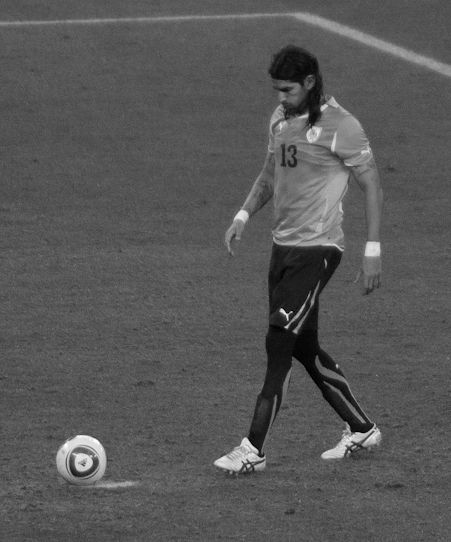
Loco Abreu na Copa do Mundo de 2010

Sebástian Abreu era constantemente convocado para a Seleção Uruguaia, pela qual disputou diversas competições como a Copa América de 1997, Copa América de 2007 e a Copa do Mundo FIFA de 2002. El Loco completou 31 gols pela seleção do Uruguai, e empatou com Héctor Scarone na artilharia da Seleção Uruguaia, apesar de ser contestada, pois Abreu contou gol em jogo não oficial.  Na mesma época, foi processado por fazer um chapéu em Cristo durante a gravação de um comercial.
O uruguaio disputou a Copa do Mundo FIFA de 2010, chegando à competição como o jogador com maior número de gols marcados na carreira entre os 736 inscritos na competição. Antes do Mundial da África do Sul ele havia anotado 305 gols na carreira, três a mais que o francês Thierry Henry. Loco junto com a seleção uruguaia conseguiu ficar em quarto na Copa do Mundo FIFA de 2010. 
Em 2009, Abreu foi decisivo no jogo de volta da repescagem contra a Costa Rica marcando o gol da classificação para a Copa do Mundo FIFA de 2010 no final do jogo e colocando o Uruguai na copa após oito anos, além de ter sido decisivo na vitória, nos pênaltis, contra Gana pela Copa do Mundo FIFA de 2010. Ele cobrou a última penalidade e marcou o gol, também de cavadinha, que garantiu o Uruguai nas semi-finais da Copa do Mundo FIFA de 2010.
Em 2011, Sebastian Abreu sagrou-se campeão da Copa América. Apesar de ter entrado por apenas um minuto ao longo do torneio, teve participação decisiva por meio de seu carisma e liderança. Durante a comemoração do título, Abreu surpreendeu a todos e com um nobre gesto de carinho e gratidão, levou a bandeira do Botafogo ao pódio, em agradecimento ao apoio irrestrito dado pela torcida do Botafogo ao Uruguai, tanto na Copa do Mundo de 2010 quanto na Copa América 2011. Alguns meses depois, Cavani em uma entrevista ao Globoesporte elogiou e muito a importância de Loco na seleção Uruguaia.

## Vida Pessoal

### Museu
Sempre que "Loco" Abreu marca três ou mais gols em uma só partida, ele leva a bola do jogo para seu acervo em um museu pessoal no Uruguai. A última vez que o fato aconteceu foi na vitória do Botafogo sobre o Bangu por 4 a 2, no dia 21 de abril de 2012, no Estádio Nilton Santos.
Além disso, o jogador também usa uma camisa personalizada por debaixo do uniforme. Na camisa, cheia de retalhos, o uruguaio homenageia o pai (usando um pedaço do uniforme que o mesmo utilizava quando jogava), a Seleção Uruguaia (com um pedaço do uniforme), seus filhos (uma foto com seus filhos Valentina e Diego), o escudo do Nacional (seu clube de coração) e o escudo do Botafogo, recentemente acrescentado à coleção supersticiosa do uruguaio.

## Estatísticas

### Clubes
| Clube             | Temporada         | Campeonato nacional | Campeonato nacional | Copa nacional[a] | Copa nacional[a] | Competições continentais[b] | Competições continentais[b] | Outros torneios[c] | Outros torneios[c] | Total | Total |
| Clube             | Temporada         | Jogos               | Gols                | Jogos            | Gols             | Jogos                       | Gols                        | Jogos              | Gols               | Jogos | Gols  |
| ----------------- | ----------------- | ------------------- | ------------------- | ---------------- | ---------------- | --------------------------- | --------------------------- | ------------------ | ------------------ | ----- | ----- |
| Aris Salônica     |                   |                     |                     |                  |                  |                             |                             |                    |                    |       |       |
| 2009-10           | 8                 | 3                   | —                   | —                | —                | —                           | —                           | —                  | 8                  | 3     |       |
| Total             | 8                 | 3                   | -                   | -                | -                | -                           | -                           | -                  | 8                  | 3     |       |
| Botafogo          |                   |                     |                     |                  |                  |                             |                             |                    |                    |       |       |
| 2010              | 25                | 11                  | 4                   | 2                | —                | —                           | 15                          | 11                 | 44                 | 24    |       |
| 2011              | 23                | 13                  | 4                   | 4                | 2                | 0                           | 13                          | 9                  | 42                 | 26    |       |
| 2012              | 2                 | 0                   | 2                   | 1                | —                | —                           | 15                          | 11                 | 19                 | 12    |       |
| Total             | 50                | 24                  | 10                  | 7                | 2                | 0                           | 43                          | 31                 | 105                | 73    |       |
| Figueirense       |                   |                     |                     |                  |                  |                             |                             |                    |                    |       |       |
| 2012              | 5                 | 0                   | —                   | —                | 1                | 1                           | —                           | —                  | 6                  | 1     |       |
| Total             | 5                 | 0                   | -                   | -                | 1                | 1                           | -                           | -                  | 6                  | 1     |       |
| Nacional          |                   |                     |                     |                  |                  |                             |                             |                    |                    |       |       |
| 2012-13           | 11                | 2                   | —                   | —                | 3                | 1                           | —                           | —                  | 14                 | 3     |       |
| Total             | 11                | 2                   | -                   | -                | 3                | 1                           | -                           | -                  | 14                 | 3     |       |
| Rosario Central   |                   |                     |                     |                  |                  |                             |                             |                    |                    |       |       |
| 2013-14           | 27                | 7                   | 0                   | 0                | —                | —                           | —                           | —                  | 27                 | 7     |       |
| Total             | 27                | 7                   | -                   | -                | -                | -                           | -                           | -                  | 27                 | 7     |       |
| Total na carreira | Total na carreira | 101                 | 36                  | 10               | 7                | 6                           | 2                           | 46                 | 31                 | 160   | 86    |

- a. ^ Jogos da Copa do Brasil
- b. ^ Jogos da Copa Libertadores e Copa Sul-Americana
- c. ^ Jogos do Jogo amistoso e Campeonato Carioca

## Títulos

### Como jogador
Defensor
- Liga Pré-Libertadores: 1995

Nacional
- Campeonato Uruguaio: 2001 e 2005
- Torneio Apertura: 2003 e 2004
- Torneio Clausura: 2001
- Liga Pré-Libertadores: 1999

San Lorenzo
- Torneio Clausura: 2001

River Plate
- Torneio Clausura: 2008
- Copa Revancha: 2008

Botafogo
- Campeonato Carioca: 2010
- Taça Guanabara: 2010
- Taça Rio: 2010 e 2012

Santa Tecla
- Torneio Apertura: 2016

Seleção Uruguaia
- Copa América: 2011

### Como treinador
Santa Tecla
- Copa El Salvador: 2019[47]

## Artilharias[48]
Tecos
- Artilheiro do Campeonato Mexicano: 2000 (17 gols)

Cruz Azul
- Artilheiro do Campeonato Mexicano: 2002 (21 gols)

Dorados
- Artilheiro do Campeonato Mexicano: 2005 (16 gols)
- Artilheiro do Campeonato Mexicano: 2006 (11 gols)

Nacional
- Artilheiro do Clausura Campeonato Uruguaio: 2001 (20 gols)

Santa Tecla
- Artilheiro do Apertura Campeonato Salvadorenho de Futebol: 2016 (13 gols)

Puerto Montt
- Artilheiro da Primeira B (Chile Primera B (Chile): 2017/2018 (11 gols)

## Destaques
- 2º maior goleador uruguaio na história

 Nacional
- Melhor Jogador do Futebol Uruguaio de 2001

 Botafogo
- Melhor segundo atacante do Campeonato Carioca de 2010
- 2º Melhor Centroavante do Campeonato Brasileiro de 2010
- 3º Melhor Centroavante do Campeonato Brasileiro de 2011
- 2° Maior artilheiro estrangeiro do Botafogo[49]